# Gossypium thurberi
Gossypium thurberi är en malvaväxtart som beskrevs av Agostino Todaro. Gossypium thurberi ingår i släktet bomull, och familjen malvaväxter. Inga underarter finns listade i Catalogue of Life.